# Richard Windbichler
Richard Windbichler (* 2. dubna 1991) je rakouský fotbalový obránce, od července 2015 hrající za bundesligový klub FK Austria Vídeň. S rakouskou reprezentací se zúčastnil Mistrovství světa ve fotbale hráčů do 20 let 2011.